# دوري سلوفينيا لكرة القدم 1993–94
دوري سلوفينيا لكرة القدم 1993–94 (بالإيطالية: Prva slovenska nogometna liga 1993-1994)‏ هو الموسم 3 من  دوري سلوفينيا لكرة القدم. أقيم خلال الفترة 22 أغسطس 1993 وحتى 12 يونيو 1994، والذي يشرف على تنظيمه اتحاد سلوفينيا لكرة القدم، وكان عدد الأندية المشاركة فيه  16، وفاز فيه نادي ليوبليانا الأولمبي لكرة القدم ‏.